# Goesia aberrans
Goesia aberrans is een vlokreeftensoort uit de familie van de Corophiidae. De wetenschappelijke naam van de soort is voor het eerst geldig gepubliceerd in 1895 door Ohlin.